# Isaac Despuech Sage

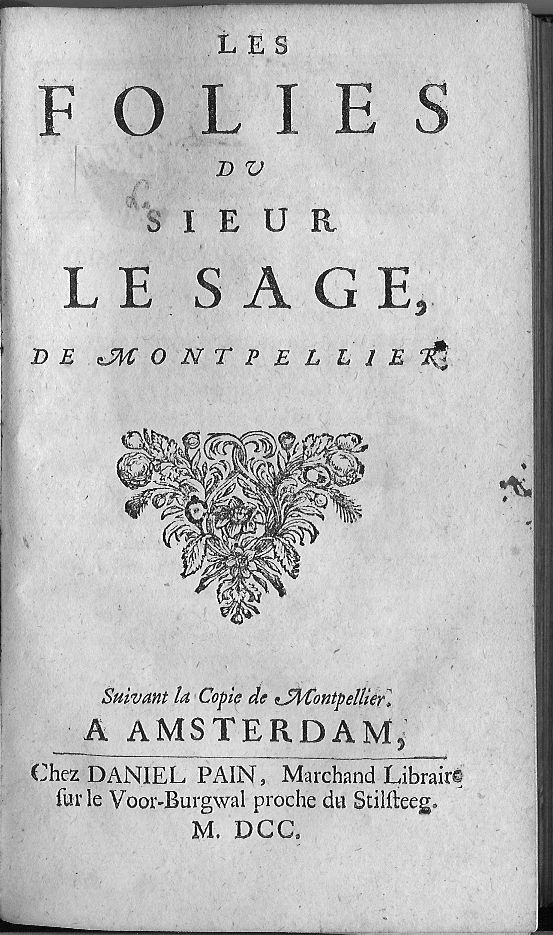
Portada del libro de Despuech Sage, 1636.

Isaac Despuech Sage (Montpellier, 1584-1642), escritor francés de origen occitano. Publicó en 1636 con el pseudónimo de Daniel le Sage Las folias dau Sage de Montpelhier, recopilación de odas, sonetos y elegías, en la que muestra una vena satírica bastante grosera. Siguió los clichés de la poesía pastoral y amorosa de la época. Indiferente en materia religiosa y de carácter libertino, su obra probablemente refleja las ideas de la corte de Enrique II de Montmorency, gobernador del Languedoc. 
- Datos: Q9009351